# Mutigney
Mutigney est une commune française située dans le département du Jura et la région Bourgogne-Franche-Comté.
Ses habitants sont appelés les Mustigniens.

## Géographie
La commune de Mutigney se situe dans le nord du département du  Jura, à la limite de la Haute-Saône et de la Côte-d'Or, sur le flanc d'un léger relief bordant la plaine de la rivière Ognon. Elle est limitrophe et toute proche de Pesmes (Haute-Saône).

### Climat
Pour des articles plus généraux, voir Climat de la Bourgogne-Franche-Comté et Climat du département du Jura.
En 2010, le climat de la commune est de type climat océanique dégradé des plaines du Centre et du Nord, selon une étude du Centre national de la recherche scientifique s'appuyant sur une série de données couvrant la période 1971-2000. En 2020, Météo-France publie une typologie des climats de la France métropolitaine dans laquelle la commune est exposée à un climat semi-continental et est dans une zone de transition entre les régions climatiques « Bourgogne, vallée de la Saône » et « Jura ». 
Pour la période 1971-2000, la température annuelle moyenne est de 10,6 °C, avec une amplitude thermique annuelle de 17,5 °C. Le cumul annuel moyen de précipitations est de 927 mm, avec 12,1 jours de précipitations en janvier et 8,4 jours en juillet. Pour la période 1991-2020, la température moyenne annuelle observée sur la station météorologique de Météo-France la plus proche, « Cugney », sur la commune de Cugney à 16 km à vol d'oiseau, est de 11,2 °C et le cumul annuel moyen de précipitations est de 958,2 mm. 
La température maximale relevée sur cette station est de 40 °C, atteinte le 31 juillet 2020 ; la température minimale est de −17 °C, atteinte le 20 décembre 2009,,. 
Les paramètres climatiques de la commune ont été estimés pour le milieu du siècle (2041-2070) selon différents scénarios d'émission de gaz à effet de serre à partir des nouvelles projections climatiques de référence DRIAS-2020. Ils sont consultables sur un site dédié publié par Météo-France en novembre 2022.

## Urbanisme

### Typologie
Au 1er janvier 2024, Mutigney est catégorisée commune rurale à habitat très dispersé, selon la nouvelle grille communale de densité à sept niveaux définie par l'Insee en 2022.
Elle est située hors unité urbaine et hors attraction des villes,.

### Occupation des sols
L'occupation des sols de la commune, telle qu'elle ressort de la base de données européenne d’occupation biophysique des sols Corine Land Cover (CLC), est marquée par l'importance des territoires agricoles (98,8 % en 2018), une proportion identique à celle de 1990 (98,8 %). La répartition détaillée en 2018 est la suivante : 
terres arables (68,3 %), prairies (25,3 %), zones agricoles hétérogènes (5,1 %), forêts (1,2 %). L'évolution de l’occupation des sols de la commune et de ses infrastructures peut être observée sur les différentes représentations cartographiques du territoire : la carte de Cassini (XVIIIe siècle), la carte d'état-major (1820-1866) et les cartes ou photos aériennes de l'IGN pour la période actuelle (1950 à aujourd'hui).

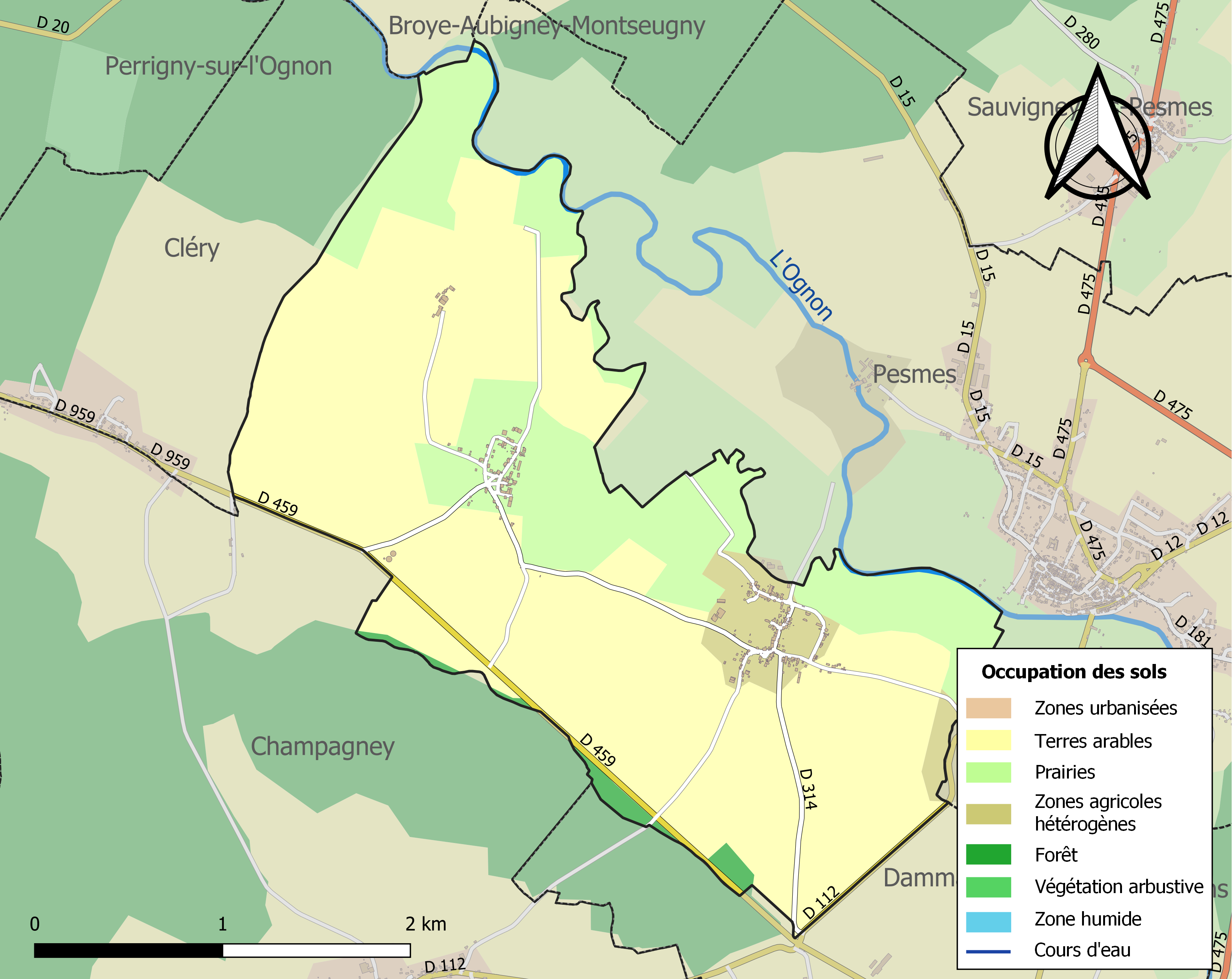
Carte des infrastructures et de l'occupation des sols de la commune en 2018 (CLC).

## Histoire

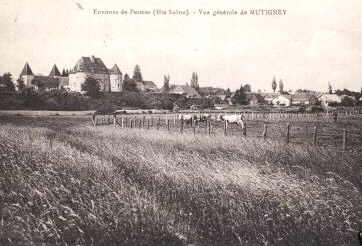
Château et village, vers 1910
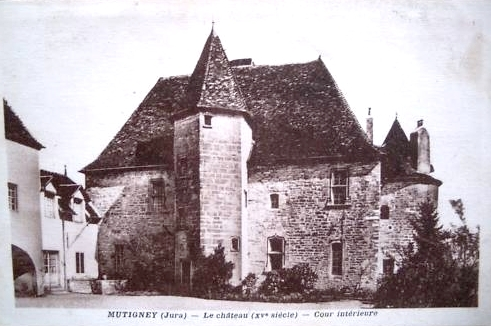
Cour intérieure du château, vers 1910

La commune de Mutigney fut érigée le long d'une voie antique qui faisait la liaison entre la Séquanie et le pays des Lingons. Une plaque en bronze sculptée dite plaque de Tutillus,, datée du IIe siècle, fut mise à jour en 2000 le long de la route départementale 314 qui traverse le village.
Les premières mentions d'une occupation apparaissent vers le XIIe siècle. Mutigney est cité pour la première fois dans les chartes de fondation de l'abbaye d'Acey et en 1257 dans un acte de Guillaume, seigneur de Pesmes, sous le nom de Montigny-les-Pesmes.
Au XVIIe siècle, les guerres et les grandes pestes dépeuplent totalement le village.
Le village était entouré, jusqu'aux années 1970, d'un réseau dense de chemins creux desservant des potagers et des vergers et assurant la transition avec les pâturages environnants. Le remembrement et le regroupement des terrains, conjugués avec la destruction des haies, ont profondément modifié la structure paysagère, isolant le village dans la plaine.

## Politique et administration
| Période                                  | Période   | Identité               | Étiquette | Qualité                          |
| ---------------------------------------- | --------- | ---------------------- | --------- | -------------------------------- |
| vers 1823                                | 18..      | Jean Lasnier           |           |                                  |
| Les données manquantes sont à compléter. |           |                        |           |                                  |
| vers 1916                                | 1919      | Claude François Boudot |           | Chevalier de la Légion d'honneur |
| 1919                                     | 19..      | Pierre Henri Bourlier  |           |                                  |
| Les données manquantes sont à compléter. |           |                        |           |                                  |
| mars 2001                                | mars 2008 | André Meux             |           |                                  |
| mars 2008                                | 2012      | René Druot             |           |                                  |
| 2012                                     | 2020      | Christine Lecomte      | DVD       | Fonctionnaire                    |
| 2020                                     | En cours  | Éric Druot             |           |                                  |

## Démographie
L'évolution du nombre d'habitants est connue à travers les recensements de la population effectués dans la commune depuis 1793. Pour les communes de moins de 10 000 habitants, une enquête de recensement portant sur toute la population est réalisée tous les cinq ans, les populations de référence des années intermédiaires étant quant à elles estimées par interpolation ou extrapolation. Pour la commune, le premier recensement exhaustif entrant dans le cadre du nouveau dispositif a été réalisé en 2005.

En 2022, la commune comptait 175 habitants, en évolution de +3,55 % par rapport à 2016 (Jura : −0,81 %, France hors Mayotte : +2,11 %).
| 1793 | 1800 | 1806 | 1821 | 1831 | 1836 | 1841 | 1846 | 1851 |
| ---- | ---- | ---- | ---- | ---- | ---- | ---- | ---- | ---- |
| 278  | 269  | 365  | 316  | 481  | 498  | 478  | 500  | 514  |

| 1856 | 1861 | 1866 | 1872 | 1876 | 1881 | 1886 | 1891 | 1896 |
| ---- | ---- | ---- | ---- | ---- | ---- | ---- | ---- | ---- |
| 491  | 448  | 437  | 468  | 425  | 394  | 373  | 364  | 337  |

| 1901 | 1906 | 1911 | 1921 | 1926 | 1931 | 1936 | 1946 | 1954 |
| ---- | ---- | ---- | ---- | ---- | ---- | ---- | ---- | ---- |
| 346  | 352  | 319  | 278  | 281  | 270  | 258  | 225  | 195  |

| 1962 | 1968 | 1975 | 1982 | 1990 | 1999 | 2005 | 2006 | 2010 |
| ---- | ---- | ---- | ---- | ---- | ---- | ---- | ---- | ---- |
| 200  | 191  | 175  | 169  | 161  | 143  | 147  | 147  | 156  |

| 2015 | 2020 | 2022 | - | - | - | - | - | - |
| ---- | ---- | ---- | - | - | - | - | - | - |
| 167  | 174  | 175  | - | - | - | - | - | - |

## Économie
La commune de Mutigney fut dès l'origine une commune d'économie agricole. La culture et l'élevage de bovins constituèrent la majeure partie de l'activité des habitants.
À partir du XVIIe siècle, le développement des forges de Pesmes apporta un gisement d'emplois pour les Mustigniens qui n'avaient qu'à franchir l'Ognon pour rejoindre la fabrique.
Dans les années 1930, une fabrique artisanale de fromages s'installa à proximité du château. Ses productions furent diffusées via des grossistes sous les marques Poncelin et Marquis de Saint Souplet. La fabrication cessa vers 1965.
- Le Chemin de fer vicinal Dole-Pesmes-Gray

La Compagnie générale des chemins de fer vicinaux, issue du groupe Empain, fut constituée le 18 juin 1888. La ligne était une voie métrique, la traction assurée par une locomotive à vapeur type 030. La section Pesmes-Dole, qui desservait Mutigney à raison de trois trains par jour, fut ouverte le 5 décembre 1901 et fermée le 31 décembre 1933. En dehors des passagers, les marchandises transportées, très diverses, allaient du bétail aux vins en passant par le blé, les bois ou matériaux de carrières.

## Lieux et monuments

### Le château
Le château de Mutigney fut construit en 1450 par Herman Vaudrey, seigneur de Mutigney. Il comporte au nord un corps principal flanqué de deux tours rondes érigés sur une terrasse dominant la plaine de l'Ognon. Une tour octogonale engagée dans le mur sud ceinture l'escalier qui dessert les étages. Six cheminées gothiques subsistent encore dans le corps de logis. Un second corps avec deux tours carrées lui fait face au sud, délimitant une cour intérieure.
Les bâtiments qui fermaient la cour sur les deux autres faces, très dégradés, ont été éliminés lors de la récente restauration.
Le château était défendu par un mur d'enceinte, le côté nord était protégé par les marais.
Le château fut vendu en 1530 à Étienne Le Moyne, conseiller au parlement de Dole. Après le partage de la propriété entre les héritiers Le Moine et Mayrot, le château fut racheté au XVIIIe siècle par François-Marie-Bruno d'Agay à Charles-Léonard-Prosper Mayrot, capitaine de cavalerie. Le nouveau seigneur fit ériger la terre de Mutigney en comté en juillet 1766. M. Guillaumeau, marquis de Saint-Souplet, devint propriétaire du château au XIXe siècle. Au XXe siècle, le domaine passa aux mains de la famille Boiteux.
Les rapports du village et de son châtelain furent fixés définitivement, avant la Révolution, par le comte d'Agay. Il proclama lui-même : « Tout ce bien était fief depuis plusieurs siècles et pas un pouce de terrain n'appartenait à aucun autre. » Dans la deuxième moitié du XXe siècle, les villageois respectueux se découvraient toujours au passage de la DS noire du châtelain.
Le château (façades, toitures et les cinq cheminées) fait l'objet d'une inscription au titre des Monuments historiques depuis le 22 juillet 1971.

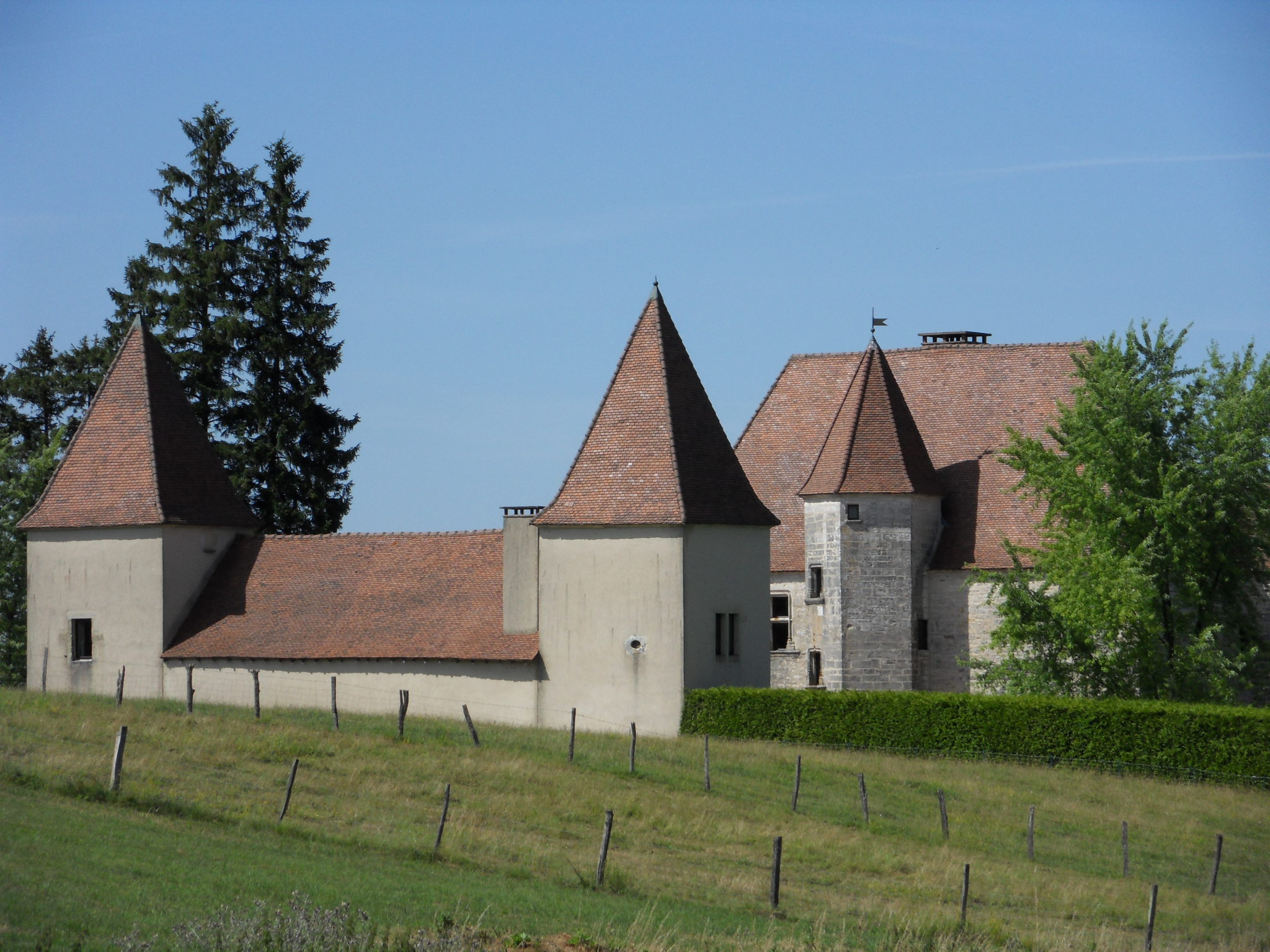
Vue arrière du château

### Les lavoirs-fontaines
Ils furent érigés au XVIIIe siècle. Par leurs bossages de pierre et leurs fontaines pétrifiées, ils s'apparentent aux réalisations de Claude-Nicolas Ledoux, pour la Saline royale d'Arc-et-Senans.
 
Ils se situent Rue Saint-Souplet, pour l'un (dit de La Platière), et Rue du Château, pour l'autre, et font l'objet d'une inscription au titre des Monuments historiques depuis le 18 octobre 1979,,,.

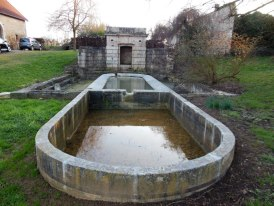
Lavoir-fontaine de la Platière (XVIIIe s), Rue Saint-Souplet
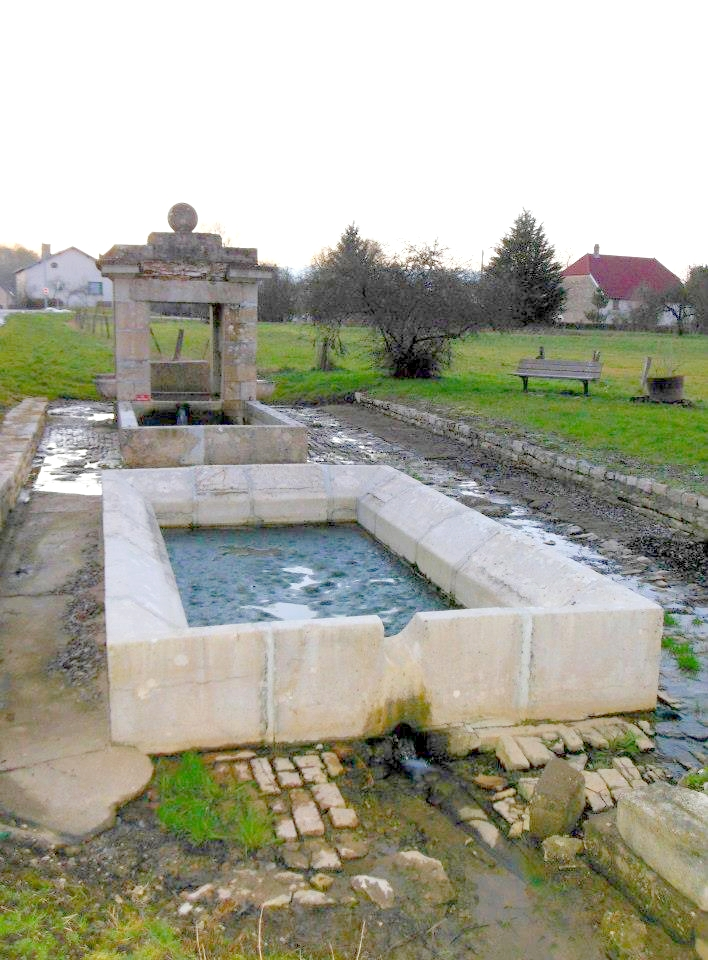
Lavoir-fontaine (XVIIIe s), Rue du Château

### L'église de l'Assomption
Elle fut érigée au XVIIIe, sur l'actuelle Place de la Mairie. Elle est couverte d'un clocher comtois à tuiles polychromes.

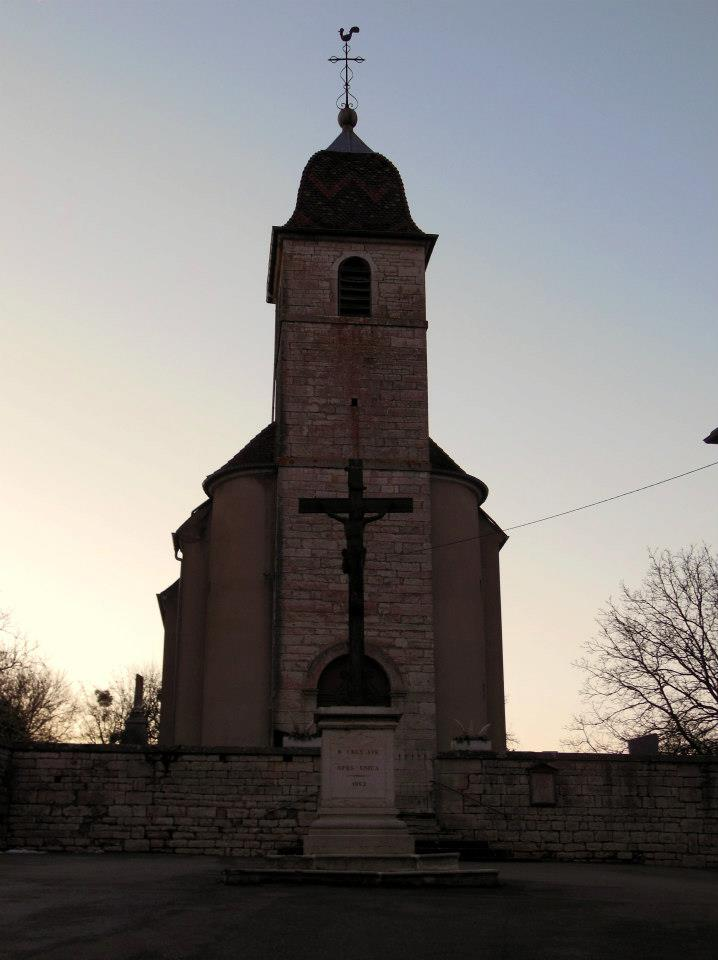
Église de l'Assomption (XVIIIe s)

- La croix de chemin, Rue de Chassey;
- La croix de mission, Place de la Mairie;
- La chapelle Saint-Michel, Rue de la Chapelle, au hameau de Chassey;
- La fontaine-abreuvoir (XIXe s), Rue Saint-Souplet;
- La mairie, Place de la Mairie;
- Le monument aux morts (XXe s), Place de la Mairie;

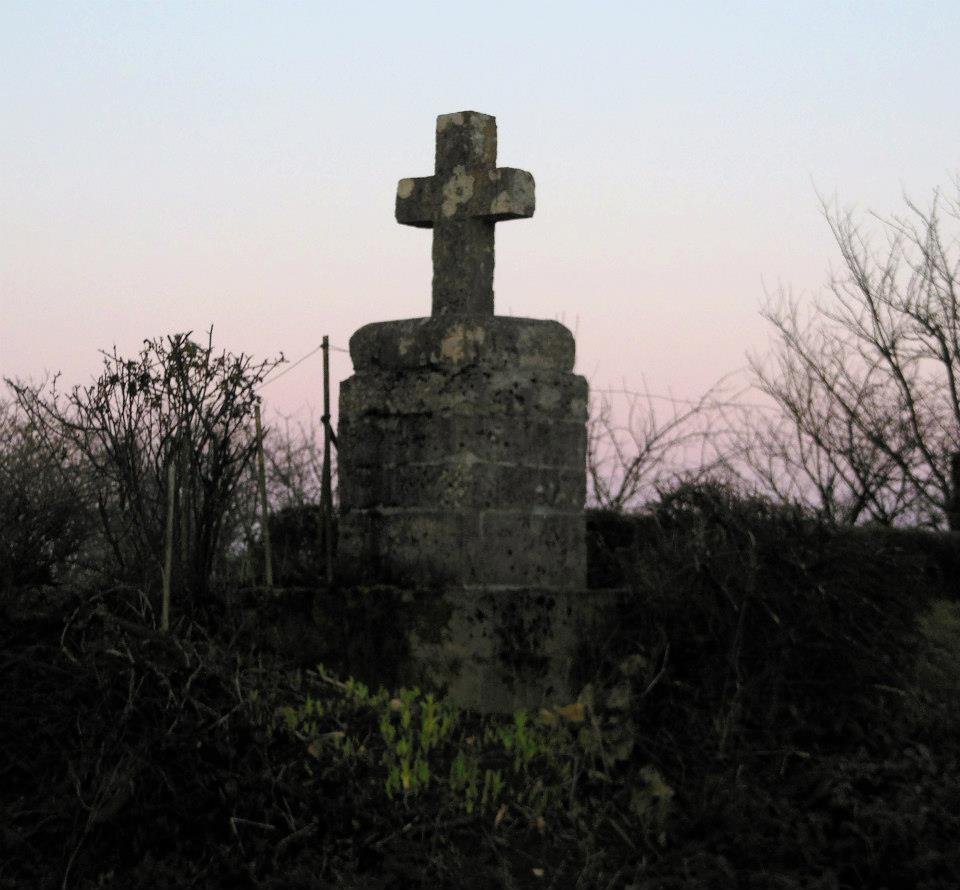
Croix, Rue de Chassey
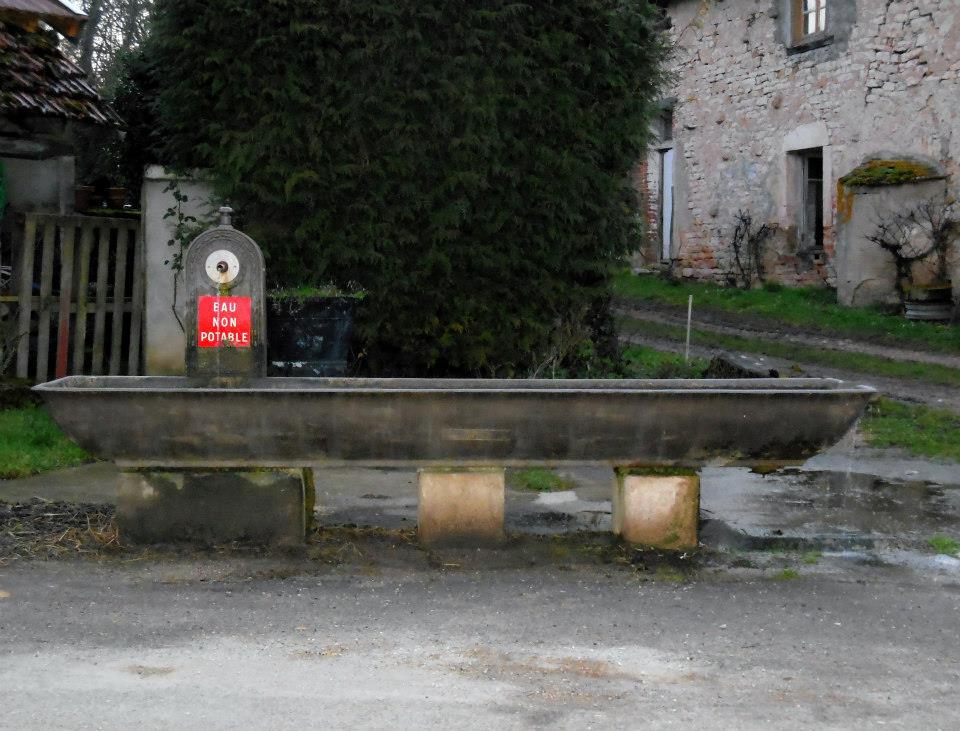
Abreuvoir, Rue Saint-Souplet
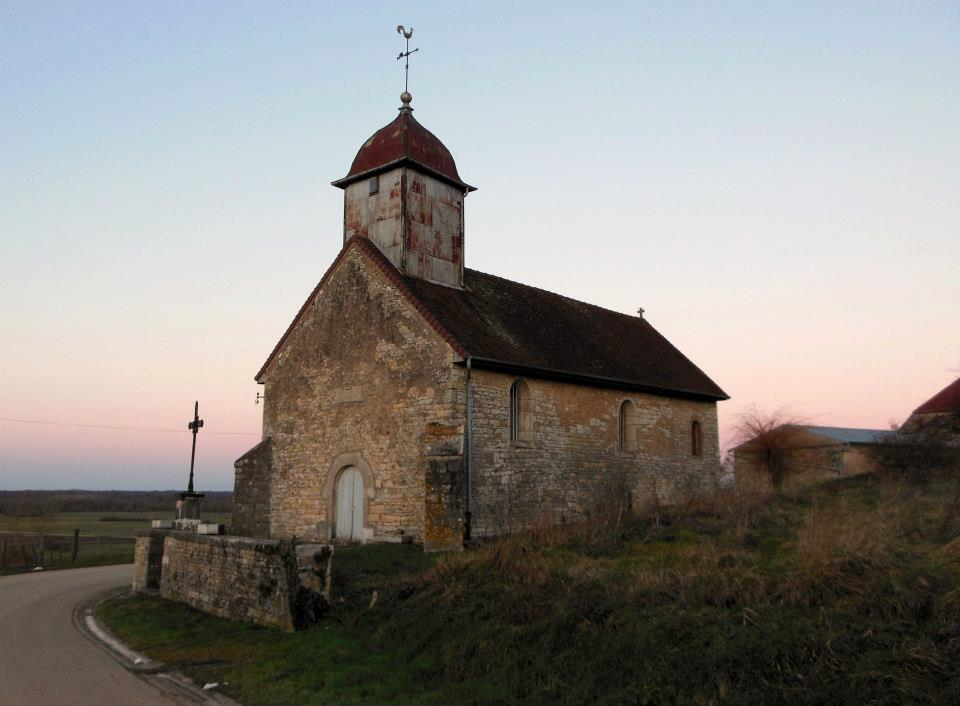
Chapelle Saint-Michel

- Le pont des Forges;
- Le barrage.

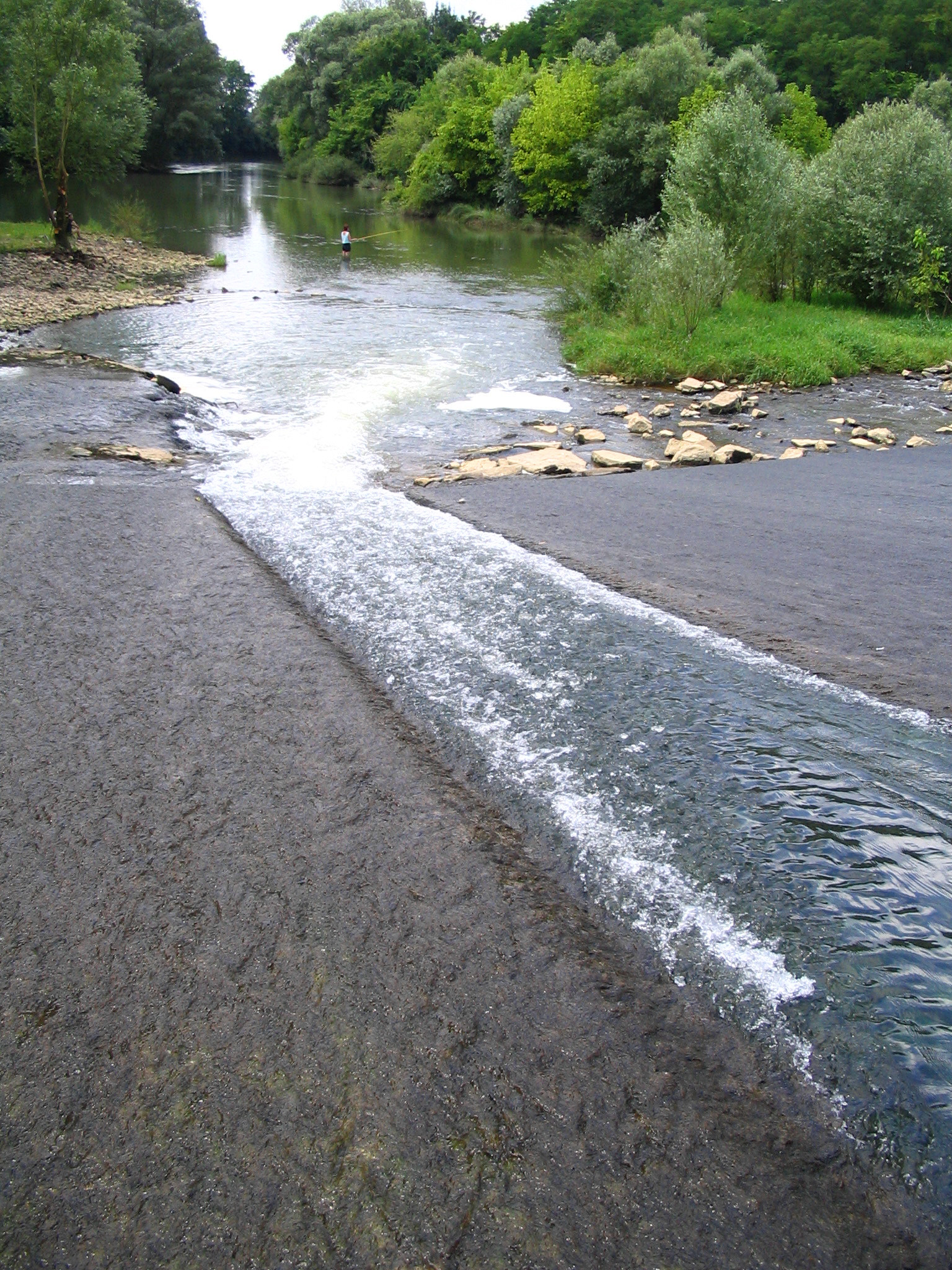
Barrage sur l'Ognon alimentant les Forges de Pesmes
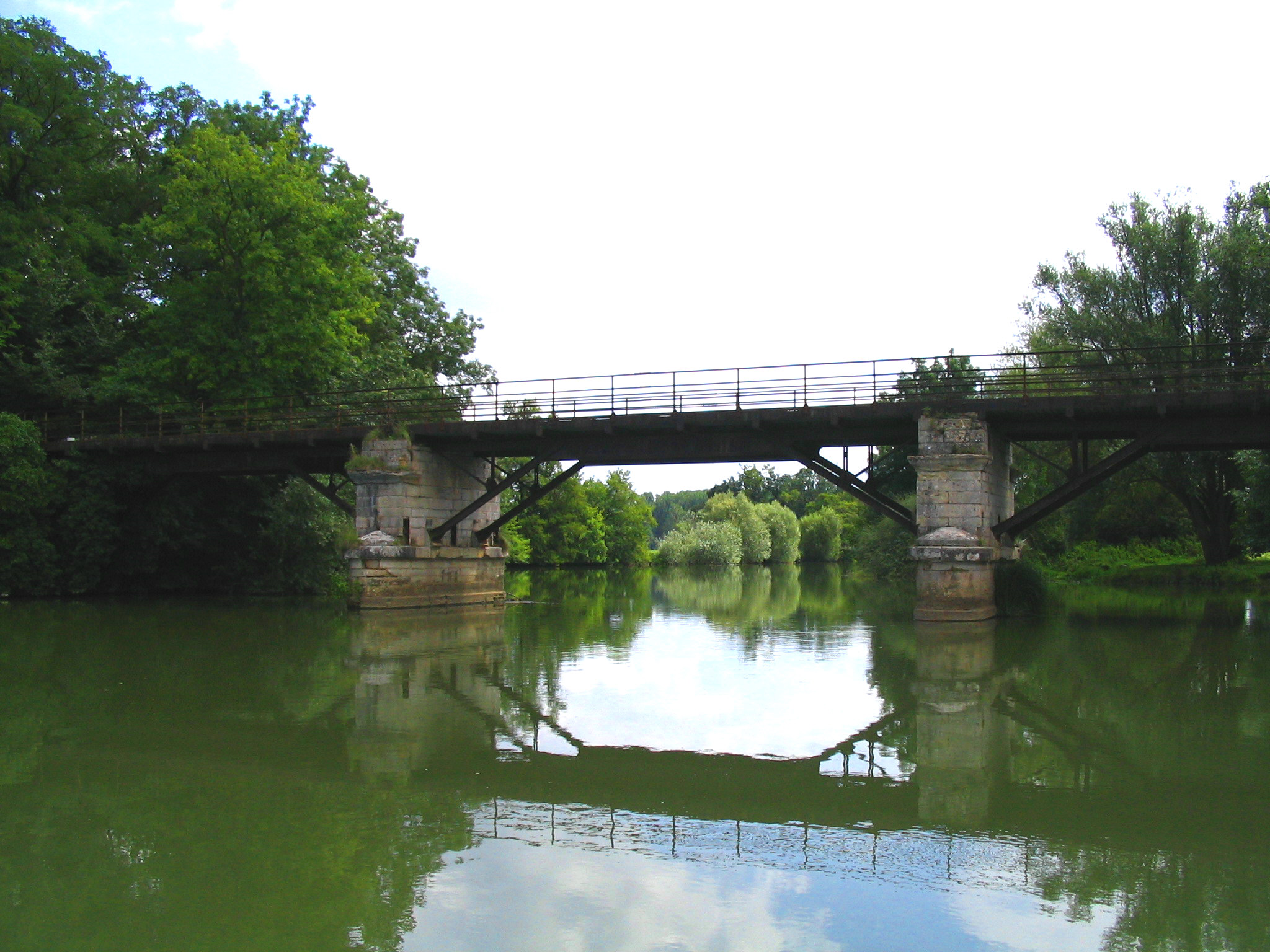
Pont des forges sur l'Ognon entre Mutigney et les Forges de Pesmes